# Quethiock

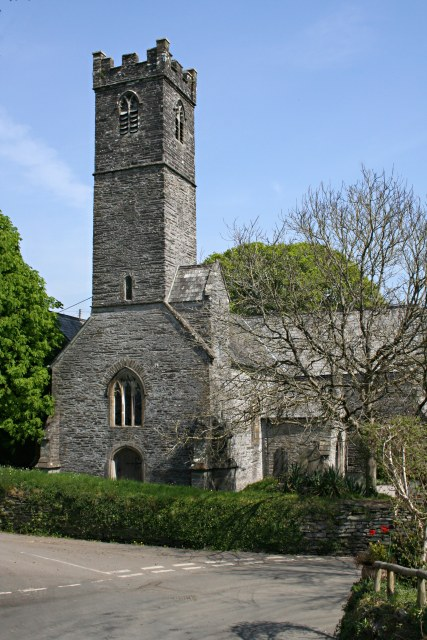
Die Sankt Hugo gewidmete Gemeindekirche im Ortszentrum.

Quethiock ist eine Gemeinde im ehemaligen District Caradon der Grafschaft Cornwall in England mit 429 Einwohnern (Stand 2001). Die Gemeinde liegt im Südosten Cornwalls eingeschlossen zwischen den beiden nord-südlich verlaufenden Flüssen Lynher und Tiddy. Im Norden grenzt Quethiock an St Ive, im Westen an Menheniot und im Süden schließt sich Landrake with St Erney an.
Zu den Sehenswürdigkeiten gehören eine gotische Gemeindekirche und ein kornisches Kreuz. Die Kirche ist im Perpendicular Style gehalten, einem englischen Stil der Spätgotik mit einem Kirchenschiff, einem nördlichen Seitenschiff mit vier Arkaden, einem nördlichen und südlichen Querschiff und einem Chor. Der Turm an der Westseite des Kirchenschiffs lässt sich der Periode des Decorated Style zuordnen und ist damit älter als das Kirchenschiff. Die Kirche ist einem Heiligen namens Hugo geweiht. Es ist jedoch unklar, welcher Hugo gemeint ist. Mögliche Kandidaten sind Hugo von Cluny oder Hugo von Lincoln. Da die Gemeinde wahrscheinlich sehr viel älter ist, kam es zu dieser Widmung erst nach der Gründung oder die Widmung bezieht sich auf einen unbekannten früheren Heiligen namens Hugo.

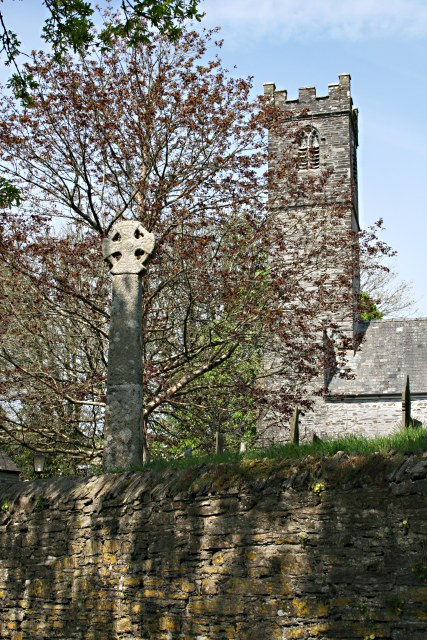
Kornisches Kreuz auf der Südseite der Kirche

Das aus Granit herausgearbeitete kornische Kreuz befindet sich südlich der Kirche in der Nähe der Umgrenzungsmauer. Die erhaltenen vier Einzelteile des Kreuzes wurden erst 1881 bei Bauarbeiten entdeckt und dann in unmittelbarer Nähe des Fundorts zusammengesetzt und wieder aufgerichtet. Mit einer Höhe von knapp über vier Metern gehört es zu den höchsten in Cornwall. Das Kreuz ist mit Knotenmustern verziert, die allerdings teilweise erheblich gelitten haben.